# Arnol'd Černuševič
Arnol’d Petrovič Černuševič (in russo Арнольд Петрович Чернушевич?; Minsk, 15 gennaio 1933 – 2 settembre 1991) è stato uno schermidore sovietico, vincitore di una medaglia di bronzo nella scherma ai giochi olimpici.